# Katharine Merry
Katharine Merry (Reino Unido, 21 de septiembre de 1974) es una atleta británica retirada, especializada en la prueba de 400 m en la que llegó a ser medallista de bronce olímpica en 2000.

## Carrera deportiva
En los JJ. OO. de Sídney 2000 ganó la medalla de bronce en los 400 metros, con un tiempo de 49.72 segundos, llegando a meta tras la australiana Cathy Freeman y la jamaicana Lorraine Graham (plata).